# پت کومبز
پت کومبز (انگلیسی: Pat Coombs؛ ‏ ۲۷ اوت ۱۹۲۶ – ۲۵ مهٔ ۲۰۰۲) بازیگر سینما اهل انگلستان بود.
وی بازیگر فیلم‌هایی همچون به دنبال یک ستاره، دامبی و پسر و ارتش بابا بود.